# 처용의 다도
《처용의 다도》는 정용주 감독의 2005년 영화이다. 불륜을 벌인 아내를 독살한 남편이 시간을 거슬러 결혼 생활을 처음부터 시작하는 내용이다. 2005년 부산국제영화제 선재상(Sonje Award)을 수상하였다.

## 등장 인물
- 박원상: 영민 역
- 동효희: 아내 역
- 최용민: 스님 역

## 같이 보기
- 처용
- 처용가